# 塞瓦尔希
塞瓦尔希（Sewarhi），是印度北方邦Kushinagar县的一个城镇。总人口19763（2001年）。

## 人口
该地2001年总人口19763人，其中男性10402人，女性9361人；0—6岁人口3182人，其中男1612人，女1570人；识字率62.83%，其中男性为71.35%，女性为53.37%。